# Đại Đường du hiệp truyện (phim truyền hình)
Đại Đường du hiệp truyện (tiếng Trung: 大唐游俠傳, tiếng Anh: Paladins in Troubled Times) là bộ phim truyền hình Trung Quốc do Trương Kỷ Trung sản xuất vào năm 2008, chuyển thể từ tiểu thuyết cùng tên của nhà văn Lương Vũ Sinh, với sự tham gia của các diễn viên Hoàng Duy Đức, Thẩm Hiểu Hải, TAE, Hà Trác Ngôn, Lưu Thiêm Nguyệt và Lộ Thần. Phim được phát sóng lần đầu tiên trên CCTV vào năm 2008.

## Tóm tắt
Câu chuyện diễn ra vào niên hiệu Thiên Bảo thời Đường Huyền Tông. Đậu Lệnh Khản, trại chủ Phi Hổ sơn và nghĩa tử của ông là Thiết Ma Lặc khi đi qua Kê Minh trấn gần Phạm Dương đã phát hiện ra việc Vương Long Khách, một thủ hạ của An Lộc Sơn định đánh cắp một bức thư mật báo của Quách Tử Nghi. Quách Tử Nghi phát hiện ra kế hoạch mưu phản của An Lộc Sơn và muốn tố cáo lên triều đình. Thiết Ma Lặc từ đó dấn thân vào chốn giang hồ nhằm mục đích ngăn chặn cuộc tạo phản của An Lộc Sơn. Trong bối cảnh binh lửa loạn lạc, Thiết Ma Lặc rơi vào cuộc tình tay ba với Vương Yến Vũ, em gái Vương Long Khách và Hàn Chỉ Phần, con gái Hàn Trạm cho đến khi loạn An Sử chấm dứt.

## Diễn viên
- Hoàng Duy Đức: Thiết Ma Lặc (Đài Loan)
- Hà Trác Ngôn: Vương Yến Vũ/Sử Hồng Mai
- Thẩm Hiểu Hải: Vương Long Khách
- Lưu Thiêm Nguyệt: Hạ Lăng Sương
- TAE: Không Không Nhi/Đoàn Khắc Tà (Thái Lan)
- Lộ Thần: Hàn Chỉ Phần
- Ba Âm: Dương Mục Lao/Hoàng Phủ Tung/Thiết Côn Lôn
- Trần Kế Minh: Đoàn Khuê Chương
- Vương Cửu Thắng: Tinh Tinh Nhi
- Thang Trấn Tông: Đường Huyền Tông (Hồng Kông)
- Đồ Môn: An Lộc Sơn
- Trương Bách Tuấn: Đậu Lệnh Khản
- Vương Cương: Tần Tương
- Dương Niệm Sinh: Hàn Trạm
- Lưu Phi Trung: Dương Quốc Trung
- Vương Kiến Quốc: Quách Tử Nghi
- Hồ Khánh Sĩ: Cao Lực Sĩ
- Giang Hóa Lâm: Kha Thư Hàn
- Cao Viễn: Dương Quý Phi
- Hà Tư Dung: Đậu Tuyến Nương
- Lý Trạch Phong: An Khánh Tự
- Hầu Kinh Kiến: An Khánh Tông
- Vương Ngọc Chi: Dì Trường
- Nhậm Bảo Thành: Đỗ Càn Vận
- Triệu Cường: Trương Tuần
- Trần Phan Tinh: Đoàn phi
- Tập Tiên Phong: Lưu Đại
- Lưu Băng: Lưu Băng
- Trương Hành Bình: Thợ rèn
- Sử Đồng Thúy: Vợ thợ rèn
- Thành Hồng Quân: Sử Dật Như
- Lý Viễn: Mạc Bắc Hắc Báo
- Trương Tuyết Nghênh: Hoa Nhi
- Lệ Dục Thần: Cẩu Nhi
- Hứa Hồng Chu: Thôi Càn Hữu
- Tống Tùng Lâm: Hỏa bát Quy nhân
- Triệu Thủy Kim: Thái tử
- Cung Chí Tỷ: Vương Bá Thông
- Điền Vũ: Vương phu nhân
- Điền Hải Bằng: Chủ gánh hát Chính Hòa